# 锁阳城遗址
锁阳城遗址，位于中国甘肃省酒泉市瓜州县鎖陽城鎮南壩村，河西走廊西端，现为全国重点文物保护单位。锁阳城遗址始建于汉代，兴于唐代，名字来源于当地盛产的锁阳草，1524年因嘉峪关闭关而废弃。锁阳城是中国保存最完好的汉唐古城之一，包含古城址、古河道、古寺院、古墓葬、古垦区等多种遗迹。2014年，该遗址被列为世界文化遗产“丝绸之路：长安-天山廊道路网”的组成部分。